# Segunda División A 2019/20
Het seizoen 2019/20 van de Segunda Divisíon A (ook wel bekend onder de naam La Liga 2 voor de commercie en/of La Liga SmartBank vanwege sponsorcontracten) was het negenentachtigste seizoen van de Segunda División A. Het seizoen in deze op een na hoogste divisie in Spanje begon op zaterdag 17 augustus 2019. De 42ste en laatste speelronde werd gespeeld op vrijdag 7 augustus 2020. Deze late beëindiging van de reguliere competitie had te maken met de coronacrisis.
Huesca eindigde als de kampioen en maakte daardoor onmiddellijk na zijn degradatie tijdens het seizoen 2018-19 zijn rentree in de Primera División. De club wist het kampioenschap op de laatste speeldag binnen te slepen door uit met 0-1 te winnen van Gijón en tegelijktijd verloor Cádiz thuis met 0-1 tegen Albacete. Cádiz wist de tweede plaats te behalen en promoveerde hierdoor ook sinds 2005/06 naar de Primera División 2020/21.
Achter Huesca en Cádiz speelden Zaragoza tegen Elche en Almería tegen Girona in de play-offs voor de derde en laatste promotie plek naar de Primera División. De twee lager geëindigde ploegen, Girona en Elche konden zich plaatsen. In de finale was Elche over twee wedstrijden met 0-0 thuis en 0-1 op verplaatsing te sterk voor Girona.

## Teams
Er deden 22 teams mee aan de Segunda División A, daarin 15 teams van het seizoen 2018–19, drie degradeerden uit de Primera División 2018/19 en 4 promoveerden uit de Segunda División B.
Dit seizoen was het tweede zonder de reserve elftallen van de clubs uit de Primera División sinds 2017/18.

### Team veranderingen
De volgende clubs zijn veranderd van divisie na het seizoen 2018/19.

#### Naar Segunda División A
Promotie uit Segunda División B
- CF Fuenlabrada
- Racing Santander
- SD Ponferradina
- CD Mirandés

Degradatie uit Primera División
- FC Girona
- SD Huesca
- Rayo Vallecano

#### Uit Segunda División A
Degradatie naar Segunda División B
- Rayo Majadahonda
- Gimnàstic de Tarragona
- Córdoba CF

Degradatie naar Tercera División
- Reus Deportiu

Promotie naar Primera División
- CA Osasuna
- Granada CF
- RCD Mallorca

### Stadions en locaties
| Team                | Locatie                | Stadion                   | Capaciteit |
| ------------------- | ---------------------- | ------------------------- | ---------- |
| Albacete            | Albacete               | Carlos Belmonte           | 17.524     |
| Alcorcón            | Alcorcón               | Santo Domingo             | 5.100      |
| Almería             | Almería                | Juegos Mediterráneos      | 15.000     |
| Cádiz               | Cádiz                  | Ramón de Carranza         | 25.033     |
| Deportivo La Coruña | A Coruña               | Riazor                    | 32.660     |
| Elche               | Elche                  | Manuel Martínez Valero    | 33.732     |
| Extremadura         | Almendralejo           | Francisco de la Hera      | 11.580     |
| Fuenlabrada         | Fuenlabrada            | La Aldehuela              | 6.000      |
| Girona              | Girona                 | Montilivi                 | 9.282      |
| Huesca              | Huesca                 | El Alcoraz                | 8.000      |
| Las Palmas          | Las Palmas             | Gran Canaria              | 32.400     |
| Lugo                | Lugo                   | Butarque                  | 7.840      |
| Málaga              | Málaga                 | La Rosaleda               | 30.044     |
| Mirandés            | Miranda de Ebro        | Anduva                    | 5.759      |
| Numancia            | Soria                  | Los Pajaritos             | 8.727      |
| Oviedo              | Oviedo                 | Carlos Tartiere           | 30.500     |
| Ponferradina        | Ponferrada             | El Toralín                | 8.800      |
| Santander           | Santander              | El Sardinero              | 22.222     |
| Sporting Gijón      | Gijón                  | El Molinón                | 29.029     |
| Tenerife            | Santa Cruz de Tenerife | Heliodoro Rodríguez López | 22.824     |
| Rayo Vallecano      | Vallecas               | Vallecas                  | 14.708     |
| Zaragoza            | Zaragoza               | La Romareda               | 34.596     |

## Eindstand

### Reguliere competitie
| Pos | Team                    | Wed | W  | G  | V  | Ptn | DV | DT | +/− | Promotie, kwalificatie of degradatie |
| --- | ----------------------- | --- | -- | -- | -- | --- | -- | -- | --- | ------------------------------------ |
| 1   | Huesca (K, P)           | 42  | 21 | 7  | 14 | 70  | 55 | 42 | +13 | Promotie naar Primera División       |
| 2   | Cádiz (P)               | 42  | 19 | 12 | 11 | 69  | 50 | 39 | +11 | Promotie naar Primera División       |
| 3   | Real Zaragoza           | 42  | 18 | 11 | 13 | 65  | 59 | 53 | +6  | Kwalificatie voor play-offs          |
| 4   | Almeria                 | 42  | 17 | 13 | 12 | 64  | 62 | 43 | +19 | Kwalificatie voor play-offs          |
| 5   | Girona                  | 42  | 17 | 12 | 13 | 63  | 48 | 43 | +5  | Kwalificatie voor play-offs          |
| 6   | Elche (O, P)            | 42  | 16 | 13 | 13 | 61  | 52 | 44 | +8  | Kwalificatie voor play-offs          |
| 7   | Rayo Vallecano          | 42  | 13 | 21 | 8  | 60  | 60 | 50 | +10 |                                      |
| 8   | CF Fuenlabrada          | 42  | 15 | 15 | 12 | 60  | 47 | 40 | +7  |                                      |
| 9   | Las Palmas              | 42  | 14 | 15 | 13 | 57  | 49 | 46 | +3  |                                      |
| 10  | Alcorcón                | 42  | 13 | 18 | 11 | 57  | 52 | 50 | +2  |                                      |
| 11  | Mirandés                | 42  | 13 | 17 | 12 | 56  | 55 | 59 | −4  |                                      |
| 12  | Tenerife                | 42  | 14 | 13 | 15 | 55  | 50 | 46 | +4  |                                      |
| 13  | Sporting Gijón          | 42  | 14 | 12 | 16 | 54  | 40 | 38 | +2  |                                      |
| 14  | Málaga                  | 42  | 11 | 20 | 11 | 53  | 35 | 33 | +2  |                                      |
| 15  | Real Oviedo             | 42  | 13 | 14 | 15 | 53  | 49 | 53 | −4  |                                      |
| 16  | Lugo                    | 42  | 12 | 16 | 14 | 52  | 43 | 54 | −11 |                                      |
| 17  | Albacete                | 42  | 13 | 13 | 16 | 52  | 36 | 46 | −10 |                                      |
| 18  | Ponferradina            | 42  | 12 | 15 | 15 | 51  | 45 | 50 | −5  |                                      |
| 19  | Deportivo La Coruña (R) | 42  | 12 | 15 | 15 | 51  | 43 | 60 | −17 | Degradatie naar Segunda División B   |
| 20  | Numancia (R)            | 42  | 13 | 11 | 18 | 50  | 45 | 53 | −8  | Degradatie naar Segunda División B   |
| 21  | Extremadura (R)         | 42  | 10 | 13 | 19 | 43  | 43 | 59 | −16 | Degradatie naar Segunda División B   |
| 22  | Racing Santander (R)    | 42  | 5  | 18 | 19 | 33  | 39 | 56 | −17 | Degradatie naar Segunda División B   |

### Play-offs
|  | halve finale  | halve finale | halve finale | halve finale |  |           | finale | finale | finale | finale |
|  |               |              |              |              |  |           |        |        |        |        |
|  |               |              |              |              |  |           |        |        |        |        |
|  | Elche CF      | 0            | 1            | 1            |  |           |        |        |        |        |
|  | Real Zaragoza | 0            | 0            | 0            |  |           |        |        |        |        |
|  |               |              |              |              |  | Elche CF  | 0      | 1      | 1      |        |
|  |               |              |              |              |  | Girona FC | 0      | 0      | 0      |        |
|  | Girona FC     | 1            | 2            | 3            |  |           |        |        |        |        |
|  | UD Almería    | 0            | 1            | 1            |  |           |        |        |        |        |

## Topscorers
29 goals
- Cristhian Stuani (FC Girona)

19 goals
- Luis Javier Suárez Charris (Real Zaragoza)

18 goals
- Yuri De Sousa Fonseca (SD Ponferradina)

1929 · 1929/30 · 1930/31 · 1931/32 · 1932/33 · 1933/34 · 1934/35 · 1935/36 · 1936/37 · 1937/38 · 1938/39 · 1939/40 · 1940/41 · 1941/42 · 1942/43 · 1943/44 · 1944/45 · 1945/46 · 1946/47 · 1947/48 · 1948/49 · 1949/50 · 1950/51 · 1951/52 · 1952/53 · 1953/54 · 1954/55 · 1955/56 · 1956/57 · 1957/58 · 1958/59 · 1959/60 · 1960/61 · 1961/62 · 1962/63 · 1963/64 · 1964/65 · 1965/66 · 1966/67 · 1967/68 · 1968/69 · 1969/70 · 1970/71 · 1971/72 · 1972/73 · 1973/74 · 1974/75 · 1975/76 · 1976/77 · 1977/78 · 1978/79 · 1979/80 · 1980/81 · 1981/82 · 1982/83 · 1983/84 · 1984/85 · 1985/86 · 1986/87 · 1987/88 · 1988/89 · 1989/90 · 1990/91 · 1991/92 · 1992/93 · 1993/94 · 1994/95 · 1995/96 · 1996/97 · 1997/98 · 1998/99 · 1999/00 · 2000/01 · 2001/02 · 2002/03 · 2003/04 · 2004/05 · 2005/06 · 2006/07 · 2007/08 · 2008/09 · 2009/10 · 2010/11 · 2011/12 · 2012/13 · 2013/14 · 2014/15 · 2015/16 · 2016/17 · 2017/18 · 2018/19 · 2019/20 · 2020/21 · 2021/22 · 2022/23 · 2023/24 · 2024/25